# Chiesa di Santa Teresa (Messina)
La chiesa di Santa Teresa  è stata una chiesa della città di Messina, opera di Matteo de Maria del 1810, che venne distrutta dal terremoto del 1908.

## Profilo storico-artistico

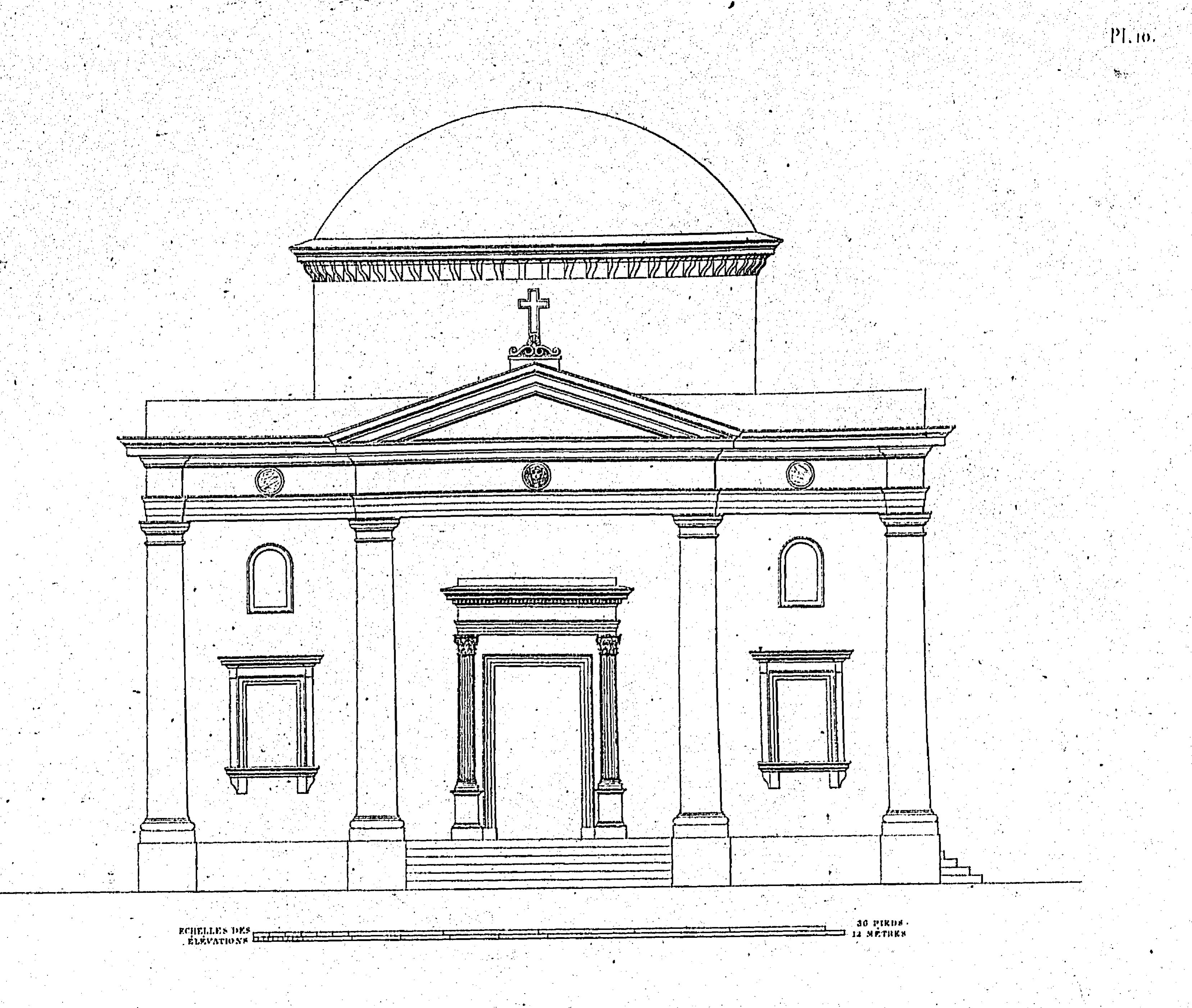
Il prospetto della facciata in una pubblicazione francese del 1835

È stata riconoscibile dal prospetto a due ordini, con forte risalto del portale fiancheggiato da colonne e sormontato da uno stemma grandioso con le armi della fondatrice Suor Laura di Giovanni dei Duchi di Saponara e con nicchie, riquadri e balconcini che dovevano generare un intenso movimento chiaroscurale.